# Puchar Panamerykański w Piłce Siatkowej Kobiet 2012
Puchar Panamerykański w Piłce Siatkowej Kobiet – 11. edycja turnieju siatkarskiego kobiet, który trwa od 12 do 21 lipca. W turnieju udział bierze 12 reprezentacji.
Turniej jest kwalifikacją do World Grand Prix, do którego awansuje dwie najlepsze drużyny z Ameryki Południowej oraz cztery drużyny ze strefy Ameryki Północnej, Środkowej i Karaibów.

## Faza grupowa

### Grupa A
Tabela
| Lp. | Drużyna           | Mecze | Mecze | Mecze | Pkt | Małe punkty | Małe punkty | Małe punkty | Sety | Sety | Sety  |
| Lp. | Drużyna           | M     | W     | P     | Pkt | zdob.       | str.        | ratio       | wyg. | prz. | ratio |
| --- | ----------------- | ----- | ----- | ----- | --- | ----------- | ----------- | ----------- | ---- | ---- | ----- |
| 1   | Stany Zjednoczone | 5     | 4     | 1     | 18  | 448         | 365         | 1.227       | 16   | 6    | 2.667 |
| 2   | Kuba              | 5     | 4     | 1     | 18  | 462         | 413         | 1.119       | 14   | 7    | 2.000 |
| 3   | Dominikana        | 5     | 3     | 2     | 18  | 436         | 400         | 1.090       | 13   | 7    | 1.857 |
| 4   | Portoryko         | 5     | 2     | 3     | 11  | 331         | 354         | 0.935       | 7    | 9    | 0.778 |
| 5   | Kanada            | 5     | 2     | 3     | 9   | 369         | 390         | 0.946       | 7    | 11   | 0.636 |
| 6   | Kolumbia          | 5     | 0     | 5     | 1   | 276         | 400         | 0.690       | 1    | 15   | 0.067 |

Źródło: fivb.org
Punktacja: 3:0 – 5 pkt, 3:1 – 4 pkt, 3:2 – 3 pkt, 2:3 – 2 pkt, 1:3 – 1 pkt, 0:3 – 0 pkt
Zasady ustalania kolejności: 1. liczba zwycięstw, 2. liczba punktów, 3. stosunek małych punktów, 4. stosunek setów, 5. bilans w bezpośrednich meczach
     awans do półfinałów
     awans do ćwierćfinałów
     mecze o miejsca 7-10.
| Data  | Godz. | Drużyna 1         | Wynik | Drużyna 2  | 1     | 2     | 3     | 4     | 5     | Widzów | *  |
| ----- | ----- | ----------------- | ----- | ---------- | ----- | ----- | ----- | ----- | ----- | ------ | -- |
| 12.07 | 12:00 | Dominikana        | 3:0   | Kolumbia   | 25:13 | 25:18 | 25:11 |       |       | 300    | 1  |
| 12.07 | 14:00 | Stany Zjednoczone | 3:0   | Kanada     | 25:15 | 25:22 | 25:15 |       |       | 400    | 2  |
| 12.07 | 16:00 | Kuba              | 3:1   | Portoryko  | 16:25 | 25:15 | 25:18 | 25:19 |       | 350    | 3  |
| 13.07 | 16:00 | Kuba              | 3:0   | Kolumbia   | 25:19 | 25:21 | 25:15 |       |       | 400    | 4  |
| 13.07 | 18:00 | Dominikana        | 3:1   | Kanada     | 25:17 | 18:25 | 25:19 | 25:21 |       | 750    | 5  |
| 13.07 | 20:00 | Stany Zjednoczone | 3:0   | Portoryko  | 25:15 | 25:12 | 25:14 |       |       | 600    | 6  |
| 14.07 | 16:00 | Kanada            | 3:0   | Kolumbia   | 25:12 | 25:19 | 25:13 |       |       | 350    | 7  |
| 14.07 | 16:00 | Dominikana        | 3:0   | Portoryko  | 25:22 | 25:19 | 25:22 |       |       | 2500   | 8  |
| 14.07 | 18:00 | Stany Zjednoczone | 1:3   | Kuba       | 18:25 | 23:25 | 25:18 | 19:25 |       | 4000   | 9  |
| 15.07 | 16:00 | Stany Zjednoczone | 3:1   | Kolumbia   | 25:27 | 25:21 | 25:14 | 25:17 |       | 850    | 10 |
| 15.07 | 16:00 | Portoryko         | 3:0   | Kanada     | 25:20 | 25:18 | 25:18 |       |       | 1000   | 11 |
| 15.07 | 20:00 | Dominikana        | 2:3   | Kuba       | 25:17 | 25:18 | 8:25  | 21:25 | 13:15 | 2100   | 12 |
| 16.07 | 16:00 | Portoryko         | 3:0   | Kolumbia   | 25:22 | 25:15 | 25:20 |       |       | 200    | 13 |
| 16.07 | 16:00 | Kuba              | 2:3   | Kanada     | 23:25 | 23:25 | 25:17 | 25:22 | 7:15  | 1500   | 14 |
| 16.07 | 18:00 | Stany Zjednoczone | 3:2   | Dominikana | 24:26 | 24:26 | 25:15 | 25:22 | 15:12 | 2800   | 15 |

### Grupa B
Tabela
| Lp. | Drużyna           | Mecze | Mecze | Mecze | Pkt | Małe punkty | Małe punkty | Małe punkty | Sety | Sety | Sety  |
| Lp. | Drużyna           | M     | W     | P     | Pkt | zdob.       | str.        | ratio       | wyg. | prz. | ratio |
| --- | ----------------- | ----- | ----- | ----- | --- | ----------- | ----------- | ----------- | ---- | ---- | ----- |
| 1   | Brazylia          | 5     | 5     | 0     | 25  | 377         | 239         | 1.577       | 15   | 0    | MAX   |
| 2   | Peru              | 5     | 4     | 1     | 19  | 360         | 300         | 1.200       | 12   | 4    | 3.000 |
| 3   | Argentyna         | 5     | 3     | 2     | 16  | 378         | 316         | 1.196       | 10   | 6    | 1.667 |
| 4   | Kostaryka         | 5     | 2     | 3     | 7   | 325         | 422         | 0.770       | 6    | 12   | 0.500 |
| 5   | Trynidad i Tobago | 5     | 1     | 4     | 6   | 353         | 424         | 0.833       | 5    | 13   | 0.385 |
| 6   | Meksyk            | 5     | 0     | 5     | 2   | 327         | 419         | 0.780       | 2    | 15   | 0.133 |

Źródło: fivb.org
Punktacja: 3:0 – 5 pkt, 3:1 – 4 pkt, 3:2 – 3 pkt, 2:3 – 2 pkt, 1:3 – 1 pkt, 0:3 – 0 pkt
Zasady ustalania kolejności: 1. liczba zwycięstw, 2. liczba punktów, 3. stosunek małych punktów, 4. stosunek setów, 5. bilans w bezpośrednich meczach
     awans do półfinałów
     awans do ćwierćfinałów
     mecze o miejsca 7-10.
| Data  | Godz. | Drużyna 1 | Wynik | Drużyna 2         | 1     | 2     | 3     | 4     | 5     | Widzów | *  |
| ----- | ----- | --------- | ----- | ----------------- | ----- | ----- | ----- | ----- | ----- | ------ | -- |
| 12.07 | 15:00 | Brazylia  | 3:0   | Kostaryka         | 25:9  | 25:15 | 25:11 |       |       | 1500   | 16 |
| 12.07 | 17:00 | Argentyna | 1:3   | Peru              | 25:14 | 21:25 | 21:25 | 23:25 |       | 2500   | 17 |
| 12.07 | 20:00 | Meksyk    | 1:3   | Trynidad i Tobago | 25:27 | 20:25 | 25:17 | 19:25 |       | 4000   | 18 |
| 13.07 | 16:00 | Argentyna | 3:0   | Trynidad i Tobago | 26:24 | 25:14 | 25:13 |       |       | 400    | 19 |
| 13.07 | 18:00 | Brazylia  | 3:0   | Peru              | 25:11 | 25:19 | 25:16 |       |       | 800    | 20 |
| 13.07 | 20:00 | Meksyk    | 1:3   | Kostaryka         | 27:25 | 18:25 | 20:25 | 23:25 |       | 1500   | 21 |
| 14.07 | 18:00 | Brazylia  | 3:0   | Trynidad i Tobago | 25:16 | 25:16 | 25:20 |       |       | 650    | 22 |
| 14.07 | 20:00 | Peru      | 3:0   | Kostaryka         | 25:11 | 25:11 | 25:15 |       |       | 400    | 23 |
| 14.07 | 20:00 | Meksyk    | 0:3   | Argentyna         | 15:25 | 19:25 | 21:25 |       |       | 4000   | 24 |
| 15.07 | 18:00 | Kostaryka | 3:2   | Trynidad i Tobago | 25:22 | 24:26 | 19:25 | 26:24 | 15:12 | 1500   | 25 |
| 15.07 | 18:00 | Brazylia  | 3:0   | Argentyna         | 25:20 | 25:17 | 27:25 |       |       | 3000   | 26 |
| 15.07 | 20:00 | Meksyk    | 0:3   | Peru              | 18:25 | 19:25 | 14:25 |       |       | 3500   | 27 |
| 16.07 | 18:00 | Peru      | 3:0   | Trynidad i Tobago | 25:15 | 25:20 | 25:12 |       |       | 400    | 28 |
| 16.07 | 20:00 | Argentyna | 3:0   | Kostaryka         | 25:14 | 25:22 | 25:8  |       |       | 200    | 29 |
| 16.07 | 20:00 | Meksyk    | 0:3   | Brazylia          | 14:25 | 9:25  | 21:25 |       |       | 2500   | 30 |

## Faza play-off

### Mecze o miejsca 7-10
| Data  | Godz. | Drużyna 1 | Wynik | Drużyna 2         | 1     | 2     | 3     | 4     | 5     | Widzów | * |
| ----- | ----- | --------- | ----- | ----------------- | ----- | ----- | ----- | ----- | ----- | ------ | - |
| 18.07 |       | Kostaryka | 2:3   | Kanada            | 22:25 | 25:18 | 16:25 | 25:13 | 13:15 |        |   |
| 18.07 |       | Portoryko | 3:1   | Trynidad i Tobago | 25:27 | 25:11 | 25:19 | 25:17 |       |        |   |

### Mecz o 11. miejsce
| Data  | Godz. | Drużyna 1 | Wynik | Drużyna 2 | 1     | 2     | 3     | 4     | 5     | Widzów | * |
| ----- | ----- | --------- | ----- | --------- | ----- | ----- | ----- | ----- | ----- | ------ | - |
| 18.07 |       | Kolumbia  | 3:2   | Meksyk    | 25:23 | 21:25 | 25:16 | 21:25 | 15:13 |        |   |

### Ćwierćfinały
| Data  | Godz. | Drużyna 1 | Wynik | Drużyna 2  | 1     | 2     | 3     | 4 | 5 | Widzów | * |
| ----- | ----- | --------- | ----- | ---------- | ----- | ----- | ----- | - | - | ------ | - |
| 18.07 |       | Kuba      | 3:0   | Argentyna  | 25:16 | 25:13 | 25:20 |   |   |        |   |
| 18.07 |       | Peru      | 0:3   | Dominikana | 17:25 | 16:25 | 20:25 |   |   |        |   |

### Mecz o 9. miejsce
| Data  | Godz. | Drużyna 1 | Wynik | Drużyna 2         | 1     | 2     | 3     | 4     | 5    | Widzów | * |
| ----- | ----- | --------- | ----- | ----------------- | ----- | ----- | ----- | ----- | ---- | ------ | - |
| 19.07 |       | Kostaryka | 3:2   | Trynidad i Tobago | 25:19 | 21:25 | 25:15 | 20:25 | 15:6 |        |   |

### Mecze o miejsca 5-8
| Data  | Godz. | Drużyna 1 | Wynik | Drużyna 2 | 1     | 2     | 3     | 4     | 5 | Widzów | * |
| ----- | ----- | --------- | ----- | --------- | ----- | ----- | ----- | ----- | - | ------ | - |
| 19.07 |       | Kanada    | 1:3   | Argentyna | 25:23 | 14:25 | 24:26 | 14:25 |   |        |   |
| 19.07 |       | Portoryko | 3:1   | Peru      | 24:26 | 25:15 | 25:18 | 25:21 |   |        |   |

### Półfinały
| Data  | Godz. | Drużyna 1         | Wynik | Drużyna 2  | 1     | 2     | 3     | 4     | 5 | Widzów | * |
| ----- | ----- | ----------------- | ----- | ---------- | ----- | ----- | ----- | ----- | - | ------ | - |
| 19.07 |       | Brazylia          | 3:1   | Kuba       | 27:25 | 25:18 | 19:25 | 25:18 |   |        |   |
| 19.07 |       | Stany Zjednoczone | 3:1   | Dominikana | 25:20 | 26:24 | 24:26 | 25:16 |   |        |   |

### Mecz o 7. miejsce
| Data  | Godz. | Drużyna 1 | Wynik | Drużyna 2 | 1     | 2     | 3     | 4 | 5 | Widzów | * |
| ----- | ----- | --------- | ----- | --------- | ----- | ----- | ----- | - | - | ------ | - |
| 20.07 |       | Kanada    | 0:3   | Peru      | 19:25 | 28:30 | 21:25 |   |   |        |   |

### Mecz o 5. miejsce
| Data  | Godz. | Drużyna 1 | Wynik | Drużyna 2 | 1     | 2     | 3     | 4 | 5 | Widzów | * |
| ----- | ----- | --------- | ----- | --------- | ----- | ----- | ----- | - | - | ------ | - |
| 20.07 |       | Argentyna | 3:0   | Portoryko | 25:20 | 25:20 | 25:17 |   |   |        |   |

### Mecz o 3. miejsce
| Data  | Godz. | Drużyna 1 | Wynik | Drużyna 2  | 1     | 2     | 3     | 4     | 5     | Widzów | * |
| ----- | ----- | --------- | ----- | ---------- | ----- | ----- | ----- | ----- | ----- | ------ | - |
| 20.07 |       | Kuba      | 3:2   | Dominikana | 25:21 | 28:26 | 23:25 | 18:25 | 15:12 |        |   |

### Finał
| Data  | Godz. | Drużyna 1 | Wynik | Drużyna 2         | 1     | 2     | 3     | 4     | 5     | Widzów | * |
| ----- | ----- | --------- | ----- | ----------------- | ----- | ----- | ----- | ----- | ----- | ------ | - |
| 20.07 |       | Brazylia  | 2:3   | Stany Zjednoczone | 30:28 | 25:18 | 22:25 | 21:25 | 11:15 |        |   |

## Klasyfikacja końcowa
| Miejsce | Reprezentacja     |
| ------- | ----------------- |
| złoto   | Stany Zjednoczone |
| srebro  | Brazylia          |
| brąz    | Kuba              |
| 4.      | Dominikana        |
| 5.      | Argentyna         |
| 6.      | Portoryko         |
| 7.      | Peru              |
| 8.      | Kanada            |
| 9.      | Kostaryka         |
| 10.     | Trynidad i Tobago |
| 11.     | Kolumbia          |
| 12.     | Meksyk            |

Do World Grand Prix 2013 awansowały drużyny:  Argentyna,  Brazylia,  Dominikana,  Kuba,  Portoryko,  USA